# Elaeagnus bambusetorum
Elaeagnus bambusetorum är en havtornsväxtart som beskrevs av Hand.-mazz.. Elaeagnus bambusetorum ingår i släktet silverbuskar, och familjen havtornsväxter. Inga underarter finns listade i Catalogue of Life.